# Wild Cat Bluff
Wild Cat Bluff è una città fantasma degli Stati Uniti d'America, nello stato del Texas, nel nord-ovest della Contea di Anderson.